# موتوراسپورت‌دات‌کام
موتوراسپورت‌دات‌کام (انگلیسی: Motorsport.com) یک وبگاه تخصصی در زمینهٔ اخبار مسابقات موتوری است. محتوای این وبگاه به ۱۳ زبان مختلف منتشر می‌شوند. مقر اصلی موتوراسپورت‌دات‌کام در میامی، ایالات متحده آمریکا قرار دارد.